# Hajar Raissouni
Hajar Raissouni (en arabe : هاجر الريسوني), née en 1991, est une journaliste marocaine indépendante. 

## Biographie
Originaire du Maroc, Hajar Raissouni travaille comme journaliste pour Akhbar Al Yaoum, un quotidien arabophone indépendant qui critique régulièrement les positions de l'État. En 2019, elle est arrêtée et condamnée à un an de prison pour avoir prétendument eu un avortement illégal et des relations sexuelles hors mariage, bien qu'elle ait ensuite été graciée par le roi Mohammed VI,.
Le cas d'Hajar Raissouni déclenche la campagne Kharija Ala L'Qanun (خارجة على القانون) ou Outlaws, une campagne militante pour la légalisation de l'avortement et des relations sexuelles hors mariage au Maroc. L'un des objectifs de la campagne est la réforme des lois sur l'avortement, qui n'autorisent actuellement l'avortement que si la vie de la femme enceinte est en danger,.

## Arrestation
Le 31 août 2019, Hajar Raissouni est arrêtée alors qu'elle quitte un cabinet gynécologique à Rabat, en compagnie de son partenaire soudanais Rifaat Al Amine, de son gynécologue, le Dr Jamal Belkeziz, d'un autre médecin et d'une assistante de bureau de la clinique.
Hajar Raissouni et le Dr Jamal Belkeziz déclarent que le rendez-vous est lié à l’administration d’un traitement pour une hémorragie interne. Lors du procès, la journaliste a pu prouver scientifiquement qu'elle n'avait pas avorté, mais elle a tout de même été reconnue coupable pour avortement illégal. Le couple est condamné à un an de prison, et le gynécologue à deux ans de prison. Le second médecin et l’assistante de la clinique sont eux condamnées avec sursis, un rapport de Human Right watch publié en 2022 analyse les pratiques policières sous jacentes.

## Controverse
La famille et les partisans d’Hajar Raissouni soutiennent que l'accusation et la condamnation ont été motivées par des raisons politiques, liées en partie à son métier de journaliste,. Dans un article du New York Times en 2019, la journaliste Aida Alami note également que Reporters sans frontières classe le Maroc au 135e rang de son classement annuel de la liberté de la presse.
L'oncle d’Hajar Raissouni, Ahmed Raïssouni, est un ancien dirigeant d'un groupe islamiste ayant une grande influence politique au Maroc, bien qu'il se soit prononcé pour condamner la campagne politique visant à modifier les lois qui ont servi à condamner sa nièce,.
L'affaire suscite une importante controverse au Maroc. La Ligue démocratique pour les droits de la femme organise des manifestations de soutien et de nombreuses personnalités, comme le journaliste Ahmed Réda Benchemsi, s'expriment au nom de Hajar Raissouni.

## Réhabilitation
Le 17 octobre 2019, le roi Mohammed VI accorde une grâce royale à Hajar Raissouni, à son compagnon Rifaat Al Amine, à son gynécologue, le Dr Jamal Belkeziz, ainsi qu'au second médecin et à l'assistante de la clinique. Selon un communiqué officiel du ministère marocain de la Justice : « Dans le cadre de la compassion et de la miséricorde de Sa Majesté le Roi, celui-ci a cherché à protéger l'avenir des deux fiancés qui entendent fonder une famille dans le respect de l'État de droit, malgré l'erreur qu'ils ont pu commettre et qui a donné lieu à des poursuites judiciaires ».
Cette mesure est à la fois saluée et critiquée par des groupes de défense des droits humains, notamment la Coalition pour les femmes dans le journalisme (CFWIJ), qui note que, bien qu'il s'agisse d'une excellente nouvelle pour Hajar Raissouni, la grâce ne rend pas justice aux problèmes que les femmes journalistes abordent dans le pays : « Hajar n'est libre que par cette grâce et non parce qu'il a été reconnu que l'État n'avait pas à mettre son nez dans sa vie personnelle. Lorsqu'elle a été libérée en raison du choc extrême auquel le pays a dû faire face, nous devons penser à des situations dans lesquelles une journaliste peut ne pas avoir le même genre de traitement ».